# Mosaik (Genetik)

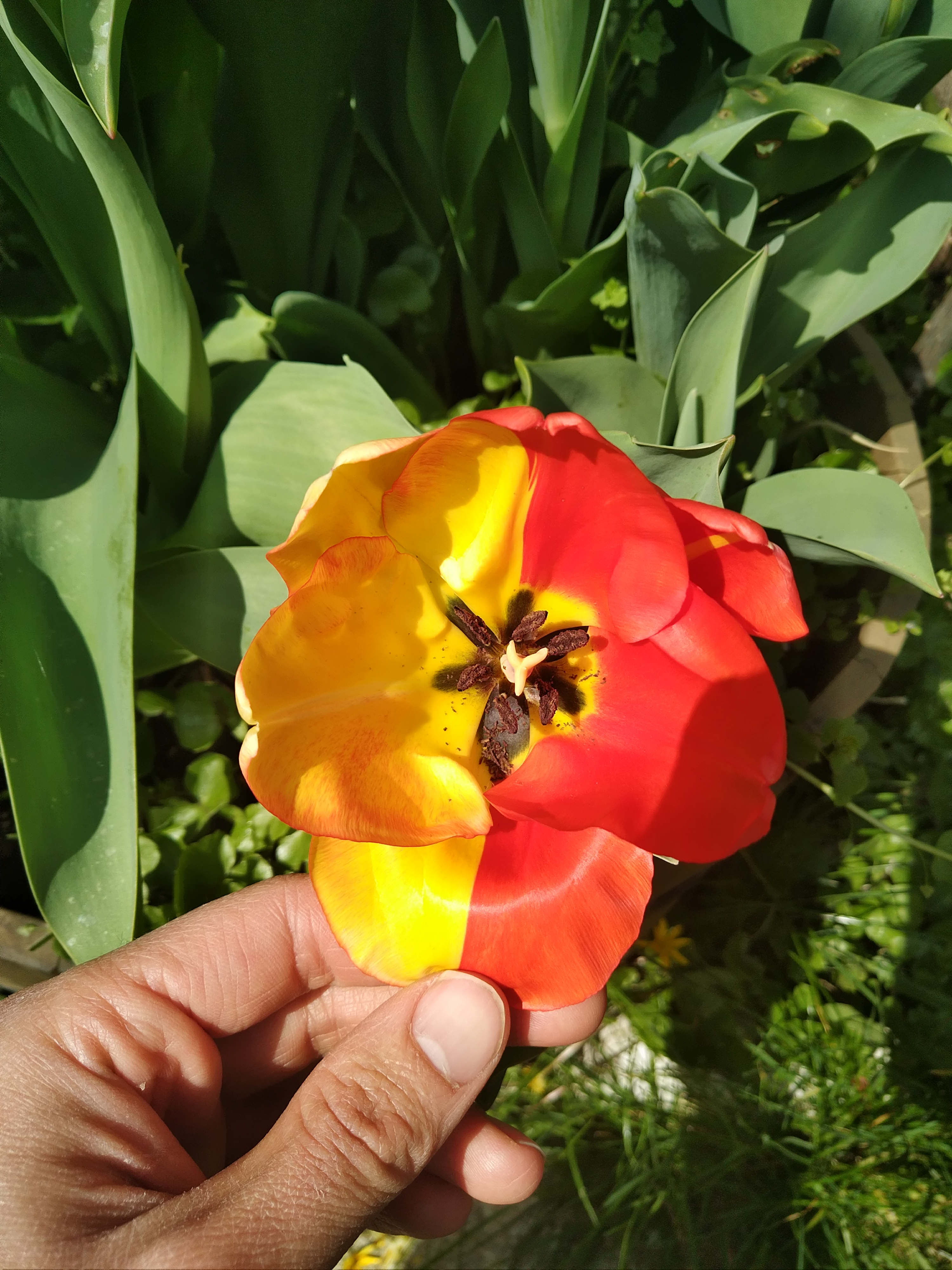
Zweifarbige Tulpenblüte durch Mosaik

Als Mosaik bezeichnet man in der Genetik ein Individuum, in dessen Körper Zellen mit unterschiedlichen Karyotypen und/oder Genotypen vorkommen, wobei sämtliche Körperzellen von derselben befruchteten Eizelle abstammen. Ein Mosaik muss von einer Chimäre abgegrenzt werden, in der Zellen aus mehreren individuellen befruchteten Eizellen in einem Individuum vereinigt sind.
Die unterschiedlichen Karyotypen eines Mosaiks entstehen im Laufe der Embryonalentwicklung durch Probleme bei der Zellteilung meist als Folge einer Non-Disjunction (zum Beispiel bei Pallister-Killian-Syndrom). Unterschiedliche Genotypen entstehen durch Mutation einzelner Zellen während der Embryonalentwicklung.
Als physiologische Ursache eines Mosaiks kommt auch eine X-Inaktivierung in Frage (zum Beispiel beim Schildpattmuster der Katze).